# Llista de comarques de Castella i Lleó
Llista de comarques de la Comunitat Autònoma de Castella i Lleó:

## Província d'Àvila
- Àvila
- Burgohondo-Cebreros-El Tiemblo
- El Barco de Ávila-Piedrahíta
- La Moraña
- Valle del Tiétar

## Província de Burgos
- Arlanza
- Burgos (Alfoz)
- Ebro
- La Bureba
- Merindades
- Montes de Oca
- Odra-Pisuerga
- Páramos
- Ribera del Duero
- Serra de la Demanda

## Província de Lleó
- Alfoz de León
- Babia
- Curueño
- El Bierzo
- El Páramo
- La Cabrera
- La Cepeda
- La Sobarriba
- La Tercia del Camino
- La Valdería
- La Valduerna
- Laciana
- Los Argüellos
- Luna
- Maragatería
- Omaña
- Ordás
- Ribera del Órbigo
- Somiedo
- Tierra de Campos
- Tierra de la Reina
- Vega del Esla

## Província de Palència
- Alto Carrión
- Brezo
- Campoo
- Carrión
- El Cerrato
- Montaña Palentina
- Ojeda
- Tierra de Campos
- Vega-Valdavia

## Província de Salamanca
- Comarca de Ciudad Rodrigo (La Socampana, Campo de Argañán, Campo de Yeltes, Campo de Agadones, Campo de Robledo i El Rebollar)
- Comarca de Vitigudino (El Abadengo, La Ribera, Tierra de Vitigudino i La Ramajería)
- La Armuña
- Las Villas
- Tierra de Peñaranda i Las Guareñas
- Tierra de Ledesma
- Comarca de Guijuelo (Entresierras, Salvatierra i Alto Tormes)
- Tierra de Alba
- Sierra de Béjar
- Sierra de Francia
- Campo de Salamanca

## Província de Segòvia
- Ayllón
- Carbonero el Mayor
- Villa y Tierra de Sepúlveda
- Espinar
- Santa Maria La Real de Nieva
- Segovia y su Alfoz
- Tierra de Pinares

## Província de Sòria
- Almazán
- Campo de Gómara
- Pinares
- Sòria
- Tierra de Ágreda
- Tierra de Medinaceli
- Tierras Altas
- Tierras del Burgo

## Província de Valladolid
- Campiña del Pisuerga
- Campo de Peñafiel
- Páramos del Esgueva
- Tierra de Campos
- Tierra de Medina
- Tierra de Pinares

## Província de Zamora
- Alba
- Alfoz de Toro
- Aliste
- Benavente y Los Valles
- La Carballeda
- La Guareña
- Sanabria
- Sayago
- Tábara
- Tierra de Campos
- Tierra del Pan
- Tierra del Vino